# 에드워드 엘가

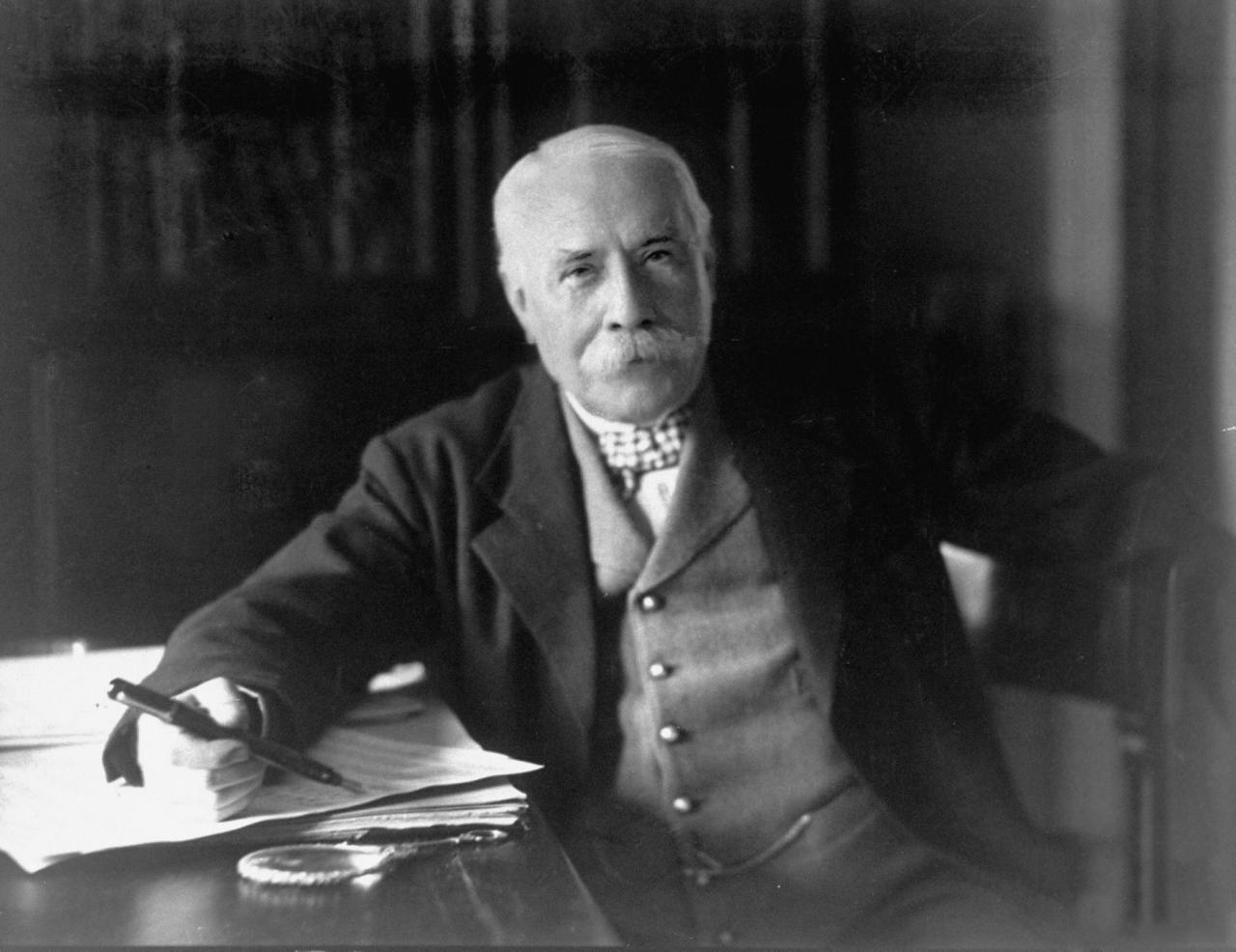
에드워드 엘가 (1931년)

제1대 엘가 준남작 에드워드 엘가(Sir Edward Elgar, 1st Baronet, 1857년 6월 2일 ~ 1934년 2월 23일)는 영국의 낭만주의 작곡가이다.

## 생애
영국 서부의 중도시 우스터의 교외 브로드히드에서 태어났다. 아버지는 악보상을 경영하는 교회 오르가니스트이자 피아노 조율사였는데, 엘가 본인이 "음악의 흐름이 집이나 점포 안에 넘쳐, 나는 언제나 음악에 젖어 있었다"라고 소년시절을 회상하고 있듯이 매우 유복한 환경에서 자랐다. 16세 때 아버지의 뜻에 따라 법률가가 되기 위하여 런던의 한 변호사 사무소에 취직했으나 음악이 자신의 천직임을 깨달은 그는 거의 독학으로 음악을 배워 고향에 돌아와 글리 클럽의 피아니스트 겸 지도자, 교회 오르가니스트, 오케스트라의 바이올리니스트 등으로 일하였다. 곧 오케스트라의 지휘도 하게 되었고 이 악단을 위한 편곡도 맡아보으며 이러한 경험을 토대로 점차 관현악법과 지휘법의 기술을 체득하였다.
1889년에 결혼한 엘가는 런던으로 이주하여 아내의 따뜻한 격려로 대규모의 작품 창작에 몰두하였다. 그러나 그 성과가 세상에 알려지기까지는 꽤 긴 시간이 걸렸다. 1891년에 런던의 소음을 피하여 고향으로 이사하여 여기서 13년을 지내며 칸타타 《검은 기사》(1893), 《올라프 왕》(1896) 등을 작곡하였다. 오랜 기다림과 인내 끝에 일약 엘가의 명성을 높인 작품이 1899년에 런던에서 초연되었는데, 그 곡이 바로 《수수께끼 변주곡》이다. 자작의 주제를 바탕으로 한 변주곡이며 엘가는 각 변주에 친구들, 부인 앨리스 및 자기 자신의 음악적 초상을 묘사하였다. 이 작품은 1901년에 독일에서도 소개되어 호평을 받았고 오늘날에는 엘가의 작품 중에서 가장 대중적인 것이 되었다.
1900년에 버밍검 음악제에서 초연된 오라토리오 《제론티우스의 꿈》은 엘가의 명성을 한층 국제적인 것으로 만들었다. 영국 합창음악수법을 계승하여 탁월한 합창의 처리와 효과적인 관현악법으로 신비적인 아름다움을 보였다는 평가를 받으며 리하르트 슈트라우스는 진실로 대가의 작품이라고 격찬했다. 1902년에는 에드워드 7세의 대관식을 위한 송가(頌歌)의 작곡 의뢰를 받았으며, 1903년 《사도행전》, 1906년 《신국》의 2개의 오라토리오를 완성하였다. 그 뒤 2개의 교향곡, 바이올린 협주곡, 서곡과 알레그로, 교향시 《팔스타프》 등 규모가 대규모의 작품들을 발표하였다.

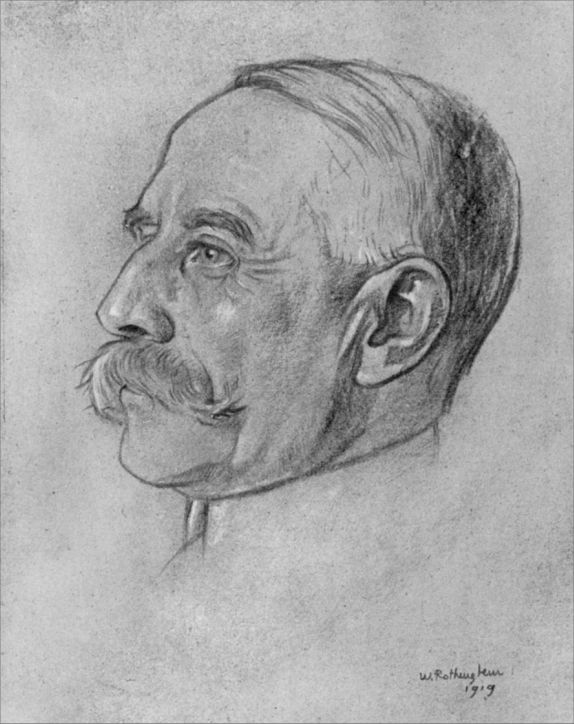
1919년의 모습.

1914년, 제1차 세계 대전이 발발하자 그는 애국심으로 몇 편의 작품을 만들었으나 그것들은 음악적으로 앞선 것만은 아니었다. 대전이 종결된 뒤 그는 바이올린 소나타, 현악4중주곡, 피아노 5중주곡(1918), 첼로 협주곡(1919)을 완성하였다. 이 작품들은 엘가의 창작력의 최후의 연소를 보인 것으로 평가된다.
1933년 10월 8일 대장암 말기 진단을 받았다. 엘가는 자신의 주치의에게 사후세계란 없으며, 완전한 망각만이 있다고 믿는다는 말을 남겼다. 엘가는 이듬해인 1934년 2월 23일, 76세의 나이로 사망했다.

## 음악
엘가의 작품은 오라토리오나 칸타타 등의 대작을 포함하여 그 수도 많지만, 특히 관현악곡이 걸출한 평가를 받는다. 엘가의 곡은 영국인답게 견실하고 중후한 구성을 보이며, 화려하지는 않으나 풍요한 선율미와 화성적인 변화에 차서 슈만이나 브람스에 일맥상통하는, 동경에 찬 로맨틱한 서정성을 찬양하고 있다. 엘가는 국제적인 명성을 떨쳤으며 오래도록 극히 부진하던 영국음악 부흥의 효시라는 점에 공적이 매우 크다는 평가를 받는다.

## 작품

### 관현악곡
- 세빌리아냐 Op.7(1884)
- 프루아사르 서곡 Op.19(1890)
- 현을 위한 세레나데 Op.20(1888~92)
- 수수께끼 변주곡 Op.36(1899)
- 코케인 서곡 Op.40(1900~1)
- 위풍당당 행진곡 Op.39(1901~30)
- 남국에서 Op.50(1903~4)
- 서주와 알레그로(현악 4중주와 현악합주) Op.47(1904~5)
- 젊은이의 지팡이 Op.1a&b(1867~71, 1907년 개정)
- 교향곡 1번 내림 가장조 Op.55(1907~8)
- 교향곡 2번 내림 마장조 Op.61(1909~11)
- 교향곡 3번 다단조 Op.89
- 팔스타프 Op.68(1913)
- 소스피리 Op.70(1914)(현악합주, 하프, 오르간을 위한 곡)
- 폴로니아 Op.76(1915)
- 낙천적인 판 Op.81(1917, 발레)
- 세번강 모음곡 Op.87(1930(취주악판), 1932(관현악판))
- 사랑의 인사 OP.12 캐로라인 앨리스 로버츠에게 약혼 기념 선물

### 협주곡
- 바이올린 협주곡 마단조 Op.61(1909~10)
- 바순과 관현악을 위한 로망스 라단조 Op.62(1910)
- 첼로 협주곡 마단조 Op.85(1918~9)
- 피아노 협주곡 다장조 Op.88 (1932-3, 미완성)

### 실내악
- 로망스 Op.1(바이올린&피아노)(1878)
- 사랑의 인사 Op.12(바이올린&피아노)(1888)
- 밤의 노래와 낮의 노래 Op.15(1897, 1899)
- 바이올린 소나타 마단조 Op.82(1918)
- 현악 4중주 마단조 Op.83(1918)
- 피아노 5중주 가단조 Op.84(1918~9)

### 피아노곡
- 연주회 알레그로 다장조 Op.46(1901)
- 소나티나(1889년 작곡, 1931년 개정)

### 오르간곡
- 오르간 소나타 사장조 Op.28(1895)

### 가곡
- 바다 풍경 Op.37(1897~9)
- 2개의 노래 Op.41(1901)
- 7개의 노래(1907)
- 3개의 노래 Op.59(1910)

### 합창
- 세 개의 모테트 Op.2(1887)
- 흑기사 Op.25(1889~92)
- 생명의 빛 Op.29(1896)
- 올라프 왕의 사가의 장면 Op.30(1896)
- 카락타쿠스 Op.35 (1897~8)
- 제론티우스의 꿈 Op.38(1899~1900)
- 사도행전 Op.49(1902~3)
- 주의 왕국 Op.51(1901~6)

## 서훈
- 1904년 기사작위(Knight Bachelor) 서임[4]
- 1911년 메리트 훈장(OM)[5]
- 1928년 로열 빅토리아 훈장 2등급(KCVO, 작위급 훈장)[6]
- 1931년 준남작(1st Baronet of Broadheath)으로 승작[7]
- 1933년 로열 빅토리아 훈장 1등급(GCVO, 작위급 훈장)[8]